# Fahle Hausfledermaus
Die Fahle Hausfledermaus (Scotoecus pallidus) ist ein in Indien und Pakistan verbreitetes Fledertier in der Familie der Glattnasen. Das Typusexemplar stammt aus der Provinz Punjab in Pakistan. Der Artzusatz noctulinus ist zwar älter, jedoch konnte nicht eindeutig ermittelt werden, ob Isidore Geoffroy Saint-Hilaire in seiner Beschreibung aus den 1830er Jahren diese Art meinte.

## Merkmale
Die Exemplare sind ohne Schwanz 49 bis 59 mm lang, die Schwanzlänge liegt bei 27 bis 41 mm und das Gewicht variiert zwischen 9 und 14 g. Diese Fledermaus hat 34 bis 39,5 mm lange Unterarme, Hinterfüße von 6 bis 11 mm Länge und 9 bis 15 mm lange Ohren. Die Haare des oberseitigen Fells sind an der Wurzel hell und an den Spitzen hellbraun bis rehkitzbraun. Auf der Unterseite kommt hellgraues Fell vor und die Ohren sowie die Flughäute haben eine mittelbraune Färbung. Typisch für den Kopf sind runde Nasenöffnungen, Ohren mit abgerundeten Spitzen und einem schmalen Tragus sowie eine breite Schnauze. Die Fahle Hausfledermaus hat eine Schwanzflughaut, die jeweils vom Fersensporn (Calcar) zur Schwanzspitze reicht. Von dieser ragt nur ein kleiner Teil heraus. Der Scheitelkamm ist unscheinbar. Wie bei anderen Gattungsvertretern lautet die Zahnformel I 1/3, C 1/1, P 1/2, M 3/3, was 30 Zähne im Gebiss ergibt.

## Verbreitung und Lebensweise
Es sind mehrere disjunkte Populationen im zentralen und nördlichen Pakistan sowie im nördlichen und nordöstlichen Indien vorhanden. Die Art lebt im Flach- und Bergland zwischen 45 und 2500 Meter Höhe. Sie hält sich in trockenen dornigen Wäldern, in Buschländern und in Kulturlandschaften auf. In der Region herrschen große Temperaturunterschiede mit Werten um den Gefrierpunkt im Winter und bis zu 50° C im Sommer. Die durchschnittliche jährliche Niederschlagsmenge liegt bei 650 mm.
Die nachtaktive Fahle Hausfledermaus ruht am Tage in Baumhöhlen, Felsspalten und Gebäuden. Im Versteck schlafen bis zu zehn Individuen zusammen. Im April aufgefundene Weibchen waren mit Zwillingen trächtig. Die zur gleichen Gattung zählende Weißflügel-Hausfledermaus jagt verschiedene Insekten.

## Gefährdung
Vermutlich wirken sich Landschaftsveränderungen und nicht ursprüngliche Tiere, die Konkurrenten darstellen, negativ aus. Diese Fledermaus hat ein recht gutes Anpassungsvermögen und die Gesamtpopulation wird als groß eingeschätzt. Die IUCN listet sie als nicht gefährdet (least concern).